# Sebastian Jung
Sebastian Jung (ur. 22 czerwca 1990 w Königstein im Taunus) – niemiecki piłkarz występujący na pozycji obrońcy. Jest zawodnikiem VfL Wolfsburg, do którego trafił z Eintrachtu Frankfurt.
W Bundeslidze zadebiutował 8 marca 2009 roku w meczu z Arminią Bielefeld (0:0).